# Man of the World (televisieserie)
Man of the World (1962-1963) was een Britse avonturenserie met 20 afleveringen. De serie laat acteur Craig Stevens als Michael Strait zien, een fotograaf die via zijn opdrachten mysterieuze zaken tegenkomt in de wereld van de rijken.
In de jaren dat deze serie via ATV te zien was werd Strait vergeleken met de toen ook bekende creatie van The Saint.